# 사왕천
사왕천(四王天)은 불교의 육욕천(六欲天) 중 첫 번째 하늘로, 수미산(須彌山)의 중턱에 위치하고 있다.
동서남북 사방에 각각 지국천(持國天), 광목천(廣目天), 증장천(增長天), 다문천(多聞天, 또는 대비다문천(大悲多聞天))의 네 개의 하늘이 있으며, 각각의 하늘은 사천왕이 다스린다.

## 같이 보기
- 사천왕